# Jurgen Ekkelenkamp
Jurgen Ekkelenkamp, né le 5 avril 2000 à Zeist (Pays-Bas), est un footballeur néerlandais  qui évolue au poste de milieu de terrain à l'Udinese Calcio.

## Biographie

### En club

#### Débuts professionnels à l'Ajax Amsterdam (2019-2021)
Formé à l'Ajax Amsterdam depuis 2013, Ekkelenkamp fait ses classes avec le club amstellodamois. 
Le 26 septembre 2017, avec l'équipe des moins de 19 ans de l'Ajax, il est l'auteur d'un doublé en UEFA Youth League, contre l'équipe suédoise d'Hammarby.
Le 10 avril 2019, il effectue ses grands débuts en Ligue des champions, à l'occasion du quart de finale aller disputé face à la Juventus de Turin.
Sous les couleurs de l'Ajax, il dispute 40 matchs et inscrit 6 buts. Il aura ainsi remporté deux titres d'Eredivisie, 2 Coupe des Pays-Bas et 1 Supercoupe des Pays-Bas.

#### Hertha Berlin (2021-2022)
A l'été 2021, il s'engage en faveur du Hertha Berlin où il ne dispute qu'une saison en prenant part à 22 matchs et en inscrivant 3 buts.

#### Royal Antwerp (2022-)
Seulement 1 an après avoir signé en Allemagne, il quitte le club berlinois et s'engage en faveur du Royal Antwerp Football Club, avec lequel il devient un titulaire régulier. 
Lors de sa première saison, il réalise le doublé national avec son club en remportant d'une part la Coupe de Belgique et d'autre part le Championnat de Belgique.

### En sélection
Avec les moins de 15 ans, il officie comme capitaine lors d'un match contre la Belgique en novembre 2014, et inscrit un but contre la Serbie en février 2015.
Avec les moins de 19 ans, il inscrit un but lors d'un match amical contre l'Arménie en novembre 2018. Il délivre également à cette occasion une passe décisive.

## Statistiques

### En club
| Saison                | Club                  | Championnat           | Championnat | Championnat | Coupe(s) nationale(s) | Coupe(s) nationale(s) | Supercoupe | Supercoupe | Compétition(s) continentale(s) | Compétition(s) continentale(s) | Compétition(s) continentale(s) | Total | Total |
| Saison                | Club                  | Division              | M.          | B.          | M.                    | B.                    | M.         | B.         | Comp.                          | M.                             | B.                             | M.    | B.    |
| 2017-2018             | Ajax Amsterdam        | Eredivisie            | 3           | 0           | -                     | -                     | -          | -          | -                              | -                              | -                              | 3     | 0     |
| 2018-2019             | Ajax Amsterdam        | Eredivisie            | 3           | 0           | 1                     | 1                     | -          | -          | C1                             | 1                              | 0                              | 5     | 1     |
| 2019-2020             | Ajax Amsterdam        | Eredivisie            | 4           | 1           | 3                     | 1                     | -          | -          | C1+C3                          | 1+0                            | 0+0                            | 8     | 2     |
| 2020-2021             | Ajax Amsterdam        | Eredivisie            | 15          | 3           | 4                     | 0                     | -          | -          | C1+C3                          | 4+0                            | 0+0                            | 23    | 3     |
| 2021-2022             | Ajax Amsterdam        | Eredivisie            | -           | -           | -                     | -                     | 1          | 0          | C1+C3                          | 0+2                            | 0+0                            | 3     | 0     |
| Sous-total            | Sous-total            | Sous-total            | 25          | 4           | 8                     | 2                     | 1          | 0          | -                              | 6                              | 0                              | 40    | 6     |
| 2021-2022             | Hertha BSC            | Bundesliga            | 21          | 3           | 1                     | 0                     | -          | -          | -                              | -                              | -                              | 22    | 3     |
| Sous-total            | Sous-total            | Sous-total            | 21          | 3           | 1                     | 0                     | 0          | 0          | -                              | 0                              | 0                              | 22    | 3     |
| 2022-2023             | Royal Antwerp FC      | Jupiler Pro League    | 33          | 6           | 5                     | 0                     | -          | -          | C4                             | 2                              | 0                              | 40    | 6     |
| 2023-2024             | Royal Antwerp FC      | Jupiler Pro League    | 10          | 2           | -                     | -                     | -          | -          | C1                             | 5                              | 0                              | 15    | 2     |
| Sous-total            | Sous-total            | Sous-total            | 43          | 8           | 5                     | 0                     | 0          | 0          | -                              | 7                              | 0                              | 55    | 8     |
| Total sur la carrière | Total sur la carrière | Total sur la carrière | 89          | 13          | 16                    | 2                     | 1          | 0          | -                              | 13                             | 0                              | 119   | 15    |

## Palmarès
Ajax Amsterdam
- Championnat des Pays-Bas (2)
  - Champion en 2019 et 2021
  - Vice-champion en 2018
- Coupe des Pays-Bas (2)
  - Vainqueur en 2019 et 2021
- Supercoupe des Pays-Bas (1)
  - Vainqueur en 2020

 Royal Antwerp FC
- Coupe de Belgique
  - Vainqueur: 2023
- Championnat de Belgique
  - Champion: 2023